# Chaource (Aube)
Chaource és un municipi francès situat al departament de l'Aube i a la regió del Gran Est. L'any 2007 tenia 1.105 habitants.

## Demografia

### Població
El 2007 la població de fet de Chaource era de 1.105 persones. Hi havia 442 famílies de les quals 144 eren unipersonals (80 homes vivint sols i 64 dones vivint soles), 145 parelles sense fills, 113 parelles amb fills i 40 famílies monoparentals amb fills.
La població ha evolucionat segons el següent gràfic:
Habitants censats

### Habitatges
El 2007 hi havia 523 habitatges, 462 eren l'habitatge principal de la família, 23 eren segones residències i 38 estaven desocupats. 418 eren cases i 103 eren apartaments. Dels 462 habitatges principals, 252 estaven ocupats pels seus propietaris, 193 estaven llogats i ocupats pels llogaters i 17 estaven cedits a títol gratuït; 22 tenien una cambra, 46 en tenien dues, 96 en tenien tres, 135 en tenien quatre i 163 en tenien cinc o més. 253 habitatges disposaven pel capbaix d'una plaça de pàrquing. A 220 habitatges hi havia un automòbil i a 168 n'hi havia dos o més.

### Piràmide de població
La piràmide de població per edats i sexe el 2009 era:
| Homes | Edats   | Dones |
| ----- | ------- | ----- |
| 0     | 95 o +  | 8     |
| 0     | 90 a 94 | 12    |
| 4     | 85 a 89 | 16    |
| 8     | 80 a 84 | 32    |
| 16    | 75 a 79 | 28    |
| 32    | 70 a 74 | 44    |
| 12    | 65 a 69 | 20    |
| 32    | 60 a 64 | 16    |
| 20    | 55 a 59 | 20    |
| 40    | 50 a 54 | 28    |
| 44    | 45 a 49 | 36    |
| 44    | 40 a 44 | 48    |
| 32    | 35 a 39 | 48    |
| 40    | 30 a 34 | 32    |
| 32    | 25 a 29 | 32    |
| 48    | 20 a 24 | 24    |
| 48    | 15 a 19 | 44    |
| 36    | 10 a 14 | 48    |
| 24    | 5 a 9   | 40    |
| 16    | 0 a 4   | 16    |

## Economia
El 2007 la població en edat de treballar era de 710 persones, 466 eren actives i 244 eren inactives. De les 466 persones actives 411 estaven ocupades (228 homes i 183 dones) i 55 estaven aturades (22 homes i 33 dones). De les 244 persones inactives 64 estaven jubilades, 106 estaven estudiant i 74 estaven classificades com a «altres inactius».

### Ingressos
El 2009 a Chaource hi havia 441 unitats fiscals que integraven 1.030 persones, la mediana anual d'ingressos fiscals per persona era de 16.477 €.

### Activitats econòmiques
Dels 75 establiments que hi havia el 2007, 1 era d'una empresa extractiva, 4 d'empreses alimentàries, 1 d'una empresa de fabricació de material elèctric, 5 d'empreses de fabricació d'altres productes industrials, 6 d'empreses de construcció, 11 d'empreses de comerç i reparació d'automòbils, 4 d'empreses de transport, 5 d'empreses d'hostatgeria i restauració, 1 d'una empresa d'informació i comunicació, 4 d'empreses financeres, 4 d'empreses immobiliàries, 7 d'empreses de serveis, 16 d'entitats de l'administració pública i 6 d'empreses classificades com a «altres activitats de serveis».
Dels 23 establiments de servei als particulars que hi havia el 2009, 1 era una oficina d'administració d'Hisenda pública, 1 gendarmeria, 1 oficina de correu, 2 oficines bancàries, 1 funerària, 2 tallers de reparació d'automòbils i de material agrícola, 1 guixaire pintor, 1 fusteria, 2 lampisteries, 2 electricistes, 3 perruqueries, 1 veterinari, 2 restaurants, 2 agències immobiliàries i 1 saló de bellesa.
Dels 8 establiments comercials que hi havia el 2009, 1 era un hipermercat, 1 una botiga de més de 120 m², 2 fleques, 1 una fleca, 1 una llibreria, 1 una botiga de mobles i 1 una joieria.
L'any 2000 a Chaource hi havia 12 explotacions agrícoles que ocupaven un total de 973 hectàrees.

## Equipaments sanitaris i escolars
El 2009 hi havia 1 farmàcia i 1 ambulància.
El 2009 hi havia 1 escola maternal i 1 escola elemental. Chaource disposava d'un col·legi d'educació secundària amb 220 alumnes.

## Poblacions més properes
El següent diagrama mostra les poblacions més properes.